# Batalla de Lircay
La batalla de Lircay tuvo lugar a orillas del río Lircay, cerca de Talca, el 17 de abril de 1830. Marcó el fin del periodo conocido como de Organización de la República y el comienzo de la República Conservadora.

## Antecedentes
De acuerdo con el Pacto de Ochagavía, los dos ejércitos que habían participado en la acción, el de José Joaquín Prieto y el de Francisco de la Lastra, se ponían al bajo las órdenes de Ramón Freire. Pero el tratado era solamente el fin de la primera parte de la guerra civil e inmediatamente comenzó la segunda, o sea, la lucha entre los estanqueros y o'higginistas y los pipiolos.
A Freire se le convenció de que la Junta Provisoria que se había elegido de acuerdo al tratado no era más que una pantalla para traer de nuevo a O'Higgins a quien odiaba, como la mayor parte de los pipiolos. Entró en conflicto con la junta, invadiendo sus atribuciones, y, por su parte, Prieto le negó el mando del ejército del sur de 3000-3500 hombres, había además 7000 milicianos en la provincia de Concepción. Freire, después de un intento fallido de apoderarse de Coquimbo se embarcó al sur el 17 de febrero de 1830 y desembarcó en Constitución.
Avanzó hasta la hacienda Prado, en la ribera poniente del río Loncomilla, donde se le reunieron las tropas de José Rondizzoni que venían desde Coquimbo pero a las cuales un temporal impidió desembarcar en Constitución y lo hicieron en Navidad, las de Benjamín Viel que venían desde Chillán. En total, Freire reunió 1750 soldados, de los cuales 1100 eran infantes, 600 de caballería de líneas y de milicias y cuatro cañones útiles servidos por cincuenta artilleros.
Por su parte, Prieto, entre las fuerzas de su propio ejército y las del coronel Cruz, logró juntar 2200 hombres, de los cuales unos 500 eran de caballería de línea y 400 milicias montadas y una artillería con 12 cañones. Sus fuerzas, el 31 de marzo, incluían 900 infantes y 600 jinetes pero en su marcha al norte sumaron más tropas en Colchagua y Talca más los refuerzos provenientes del Biobío (incluyendo cientos de mapuches) y Nacimiento.
En cuanto a comando táctico, Freire contaba con varios oficiales de gran prestigio como eran Benjamín Viel, Guillermo Tupper y José Rondizzoni; Prieto, por su parte, tenía en su comando a los coroneles Manuel Bulnes y José María de la Cruz.

## La batalla
En la noche del 14 al 15 de abril el ejército de Freire pasó el río Maule y ocupó la ciudad de Talca, pensando resistir allí el ataque de Prieto. El 16 de abril Prieto se situó en el cerrillo de Baeza, una legua al poniente de la ciudad. Rondizzoni convenció a Freire que el encierro en Talca equivalía a un suicidio y, al amanecer del día 17, su ejército salió del pueblo y se situó al poniente del cerro de Baeza, donde estaba Prieto el día anterior y tendió la línea de batalla con frente al nororiente, dispuesto a mantenerse a la defensiva, protegido por fosas, ciénagas y lomas que hacían imposible que Prieto lo embistiera de frente.
Entretanto, Prieto, informado de que el enemigo había salido de Talca, se movió hacia la orilla del Lircay en demanda de las posiciones enemigas. Una inspección del terreno lo decidió a dirigir las columnas hacia la ciudad para tomar al enemigo por su flanco. Dejó su caballería y algunos cañones frente al enemigo para impedirle replegarse a Talca y siguió avanzando al sur hasta llegar a los suburbios de la ciudad.
Este movimiento engañó a Freire, quién creyó que Prieto eludía la batalla y que continuaría a Concepción. Entretanto, Prieto había formado su línea en los extramuros de Talca, protegiéndose en los ranchos y logrando situar la artillería que, dando un rodeo, había tomado la misma dirección que el grueso del ejército. Se logró emplazar once cañones que dominaban el campo entre los dos ejércitos.
La artillería abrió fuego contra la línea de Freire, mientras la infantería y la caballería empezaron a flanquearla, lo que obligó a retirar toda la línea hasta el río Lircay. Sin embargo, al llegar a esta posición, Rondizzoni advirtió que era mucho más difícil de defender que la que acababan de abandonar. Como último recurso, se resolvió dar una carga contra la infantería de Prieto que picaba la retaguardia y que aún no estaba protegida por los cañones.
Dando nuevamente la cara al enemigo, cargó Rondizzoni con toda la caballería. Mas los escuadrones de Prieto, por orden de Bulnes, fingieron huir hasta arrastrarlo lejos de su infantería, y volviendo súbitamente, reforzados por un escuadrón de refresco, lo destrozaron en menos de diez minutos. Las columnas, batidas de frente por el fuego de la infantería y por varios cañones, que Prieto había hecho avanzar con gran rapidez, y amagadas por ambos flancos por la caballería, retrocedieron a las lomas de la ribera sur del río.
Rondizzoni, que recibió dos heridas leves, se retiró del campo y gracias a ello salvó la vida. Viel ya había huido y atravesado el Lircay. Freire dio orden a la infantería de retirarse hacia el norte y seguido de otros oficiales tomó la fuga. Bulnes, en una maniobra extraordinariamente rápida, cortó la línea de retirada de la infantería mientras Prieto y Cruz la cercaban por el frente y los costados  cañones y de los fusiles y las cargas de caballería. El odio con que se peleó por ambos bandos fue feroz; los del ejército de Freire que habían sido azuzados por sus jefes y los políticos pipiolos, preferían morir antes que rendirse a Prieto, y los de este, veían en los extranjeros Viel, Tupper y Rondizzoni los verdaderos responsables de la guerra.
A las cuatro de la tarde, habiendo abandonado Freire a sus tropas, Elizalde, que había tomado el mando, intentó romper el cerco, pero él mismo cayó muerto de un balazo. El coronel Tupper fue materialmente destrozado a sablazos, lo mismo que el oficial de marina Roberto Bell.

## Consecuencias
Los partes oficiales disimularon las bajas de ambos bandos tratando de ocultar las altas pérdidas; sin embargo los testimonios de los participantes hacen subir a 350 o 400 los muertos y a alrededor de 1000 prisioneros en el ejército pipiolo. Unos 200 hombres de la infantería lograron huir rompiendo el cerco, pero fueron capturados durante la noche. Las bajas de Prieto alcanzaron los 130 muertos.
Tras la batalla, Prieto pasó a someter las provincias de Coquimbo, Concepción y Chiloé, encontrando mayor resistencia en la primera, donde los liberales Pedro Uriarte y Benjamín Viel habían reunido a 600 soldados, aunque fueron definitivamente vencidos por el general conservador José Santiago Aldunate.